# Tolppajärvi (Jukkasjärvi socken, Lappland, 753635-171303)
Tolppajärvi är en sjö i Kiruna kommun i Lappland och ingår i Torneälvens huvudavrinningsområde.